# حوش الراعي
حوش الراعي: أحد احواش المدينة المنورة القديمة، والتي ازيل جزء منه اثر توسعة طريق الملك فيصل، وهو آخر حوش يقع على نهاية شارع العنبرية من الجهة الغربية ، ويفصله مبنى التكية المصرية عن شارع العنبرية.